# Bullet (film 1996)
Bullet (Pocisk) – kryminał produkcji USA, powstały w 1996 roku. Reżyserem filmu jest Julien Temple. Scenariusz napisali wspólnie Bruce Louis Rubinstein oraz Mickey Rourke. Premiera filmowa w USA odbyła się w październiku 1996.

## Fabuła
Bullet, po odsiadce 8 lat więzienia, wychodzi na wolność. Jednak natychmiast wraca na drogę bezprawia i narkomanii. Jego dawny znajomy Tank, zamierza go odnaleźć i wziąć na nim odwet za utracone oko. Film jest uzupełniony klimatyczną muzyką.

## Obsada
- Mickey Rourke jako Butch „Bullet” Stein
- Tupac Shakur jako „Tank”
- John Enos III jako „Lester”, przyjaciel Butcha
- Adrien Brody jako Ruby Stein, uzdolniony artystycznie młodszy brat Butcha
- Larry Romano jako Frankie „Eyelashes”
- Manny Perez jako „Flaco”
- Ted Levine jako Louis Stein, starszy brat Butcha, weteran wojny wietnamskiej
- Donnie Wahlberg jako „Big Balls”